# Vîrva, Radomîșl
Vîrva (în ucraineană Вирва) este un sat în comuna Irșa din raionul Radomîșl, regiunea Jîtomîr, Ucraina.

## Demografie
Componența lingvistică a localității Vîrva
     Ucraineană (96,22%)
     Rusă (3,78%)
Conform recensământului din 2001, majoritatea populației localității Vîrva era vorbitoare de ucraineană (96,22%), existând în minoritate și vorbitori de rusă (3,78%).